# Icthyophaga leucogaster
L'aquila pescatrice panciabianca (Icthyophaga leucogaster (J.F.Gmelin, 1788)) è un uccello rapace diurno della famiglia Accipitridae, diffuso in Asia e Oceania. Descritta originariamente da Johann Friedrich Gmelin nel 1788, è strettamente imparentata con l'aquila pescatrice di Sanford delle isole Salomone, tant'è che le due sono considerate una superspecie.

## Descrizione
I. leucogaster è facilmente riconoscibile: l'adulto ha bianche la testa, il petto, la parte anteriore sotto le ali e la coda. Il dorso e la parte superiore delle ali è invece grigia, creando un forte contrasto con il resto del corpo. La coda è corta e a cuneo, come per tutte le specie di Icthyophaga. Come avviene in molti rapaci, la femmina è leggermente più grande del maschio e può arrivare a misurare 90 cm di lunghezza, con un'apertura alare di 2,2 m ed un peso di 4,5 kg. I giovani sono completamente coperti da un piumaggio marrone, che viene gradualmente sostituito da penne bianche e ciò fino ad un'età di cinque o sei anni. Il richiamo è uno starnazzare forte che ricorda quello dell'oca.

## Distribuzione e habitat
Vive lungo i principali corsi d'acqua e le coste del Sud-est asiatico, dall'India e Sri Lanka fino all'Australia. Caccia pesci, che rappresentano circa la metà del suo regime alimentare. Rapace opportunista, l'aquila si nutre anche di carogne e di una gran varietà di animali. L'aquila pescatrice panciabianca è venerata dalle popolazioni autoctone di numerose regioni dell'Australia e è l'oggetto di racconti in tutta l'area di presenza.

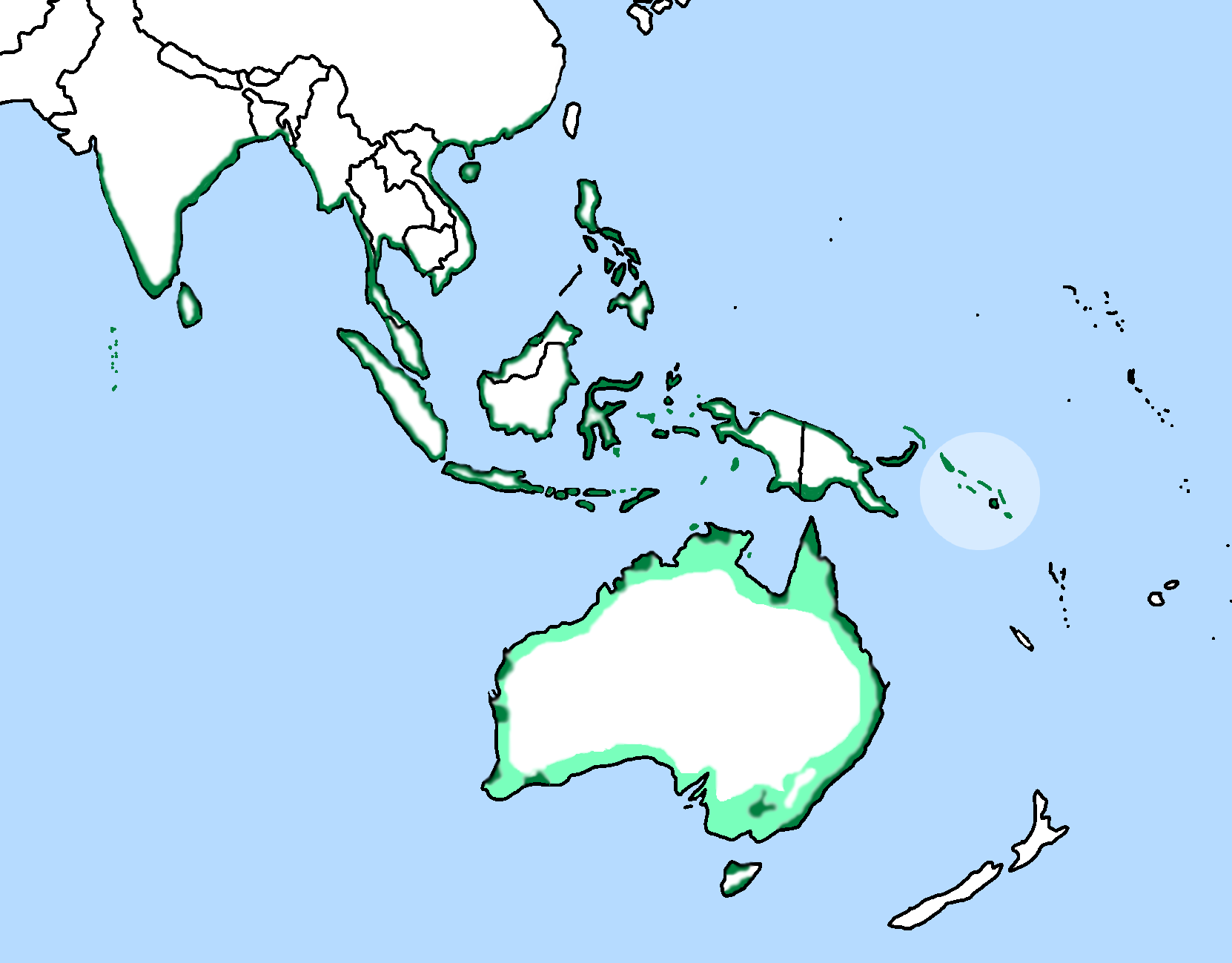
Distribuzione dell'I. leucogaster

Benché considerata una specie a rischio minimo a livello mondiale, la popolazione della specie è diminuita notevolmente in certe aree del sud dell'Asia, come la Thailandia ed il sud-est australiano. Difatti, l'aquila pescatrice panciabianca è classificata come specie minacciata nello stato del Victoria e vulnerabile in Australia Meridionale e in Tasmania. La ragione della decrescita della popolazione localmente è il cambiamento del suo habitat dovuto ad influenze umane; ciò include sia attività umane dirette nei pressi dei nidi, con forti influenze sul ciclo riproduttivo, che il disboscamento nelle aree di nidificazione.